# Marina Matrossowa
Marina Michailowna Matrossowa (kasachisch Марина Михайловна Матросова; * 2. Juli 1990 in Ridder) ist eine ehemalige kasachische Skilangläuferin.

## Werdegang
Matrossowa startete im Dezember 2007 in Kuusamo erstmals im Weltcup und belegte dabei den 52. Platz über 10 km klassisch. Die Tour de Ski 2009/10 beendete sie auf dem 38. Platz. Bei den Olympischen Winterspielen 2010 in Vancouver kam sie auf den 48. Platz im Sprint, auf den 47. Rang im 15-km-Skiathlon und den 34. Platz im 30-km-Massenstartrennen. Im folgenden Jahr errang sie bei den nordischen Skiweltmeisterschaften 2011 in Oslo den 49. Platz im 15-km-Skiathlon und den 46. Platz im 30-km-Massenstartrennen. In der Saison 2011/12 belegte sie den 58. Platz bei der Nordic Opening in Kuusamo und den 42. Platz bei der Tour de Ski 2011/12. Dabei erreichte sie mit dem 26. Platz bei der Abschlussetappe im Val di Fiemme ihre ersten Weltcuppunkte. In der folgenden Saison beendete sie die Nordic Opening in Kuusamo auf dem 53. Rang und die Tour de Ski 2012/13 auf dem 48. Platz. Beim Weltcup in Canmore gewann sie mit dem 30. Platz im Skiathlon und dem 24. Platz im 10-km-Massenstartrennen erneut Weltcuppunkte. Der 24. Platz ist zugleich ihre beste Platzierung im Weltcupeinzel. Bei den nordischen Skiweltmeisterschaften 2013 im Val di Fiemme errang sie den 59. Platz über 10 km Freistil, den 45. Platz im Skiathlon und den 33. Platz im 30-km-Massenstartrennen. Im Dezember 2013 holte sie bei der Winter-Universiade 2013 in Lago di Tesero mit der Staffel die Bronzemedaille. Bei den nordischen Skiweltmeisterschaften 2015 in Falun erreichte sie den 49. Platz im Skiathlon und den 12. Rang mit der Staffel. Im Februar 2017 belegte sie bei der Winter-Universiade in Almaty den 16. Platz im Sprint und den zehnten Rang im 15-km-Massenstartrennen und bei den Winter-Asienspielen in Sapporo den achten Platz im Sprint, den siebten Rang über 10 km Freistil und den vierten Platz mit der Staffel. Im März 2018 wurde sie in Schtschutschinsk kasachische Meisterin über 10 km Freistil. Letztmals international startete sie bei den Nordischen Skiweltmeisterschaften 2019 in Seefeld in Tirol. Dort belegte sie den 43. Platz über 10 km klassisch, den 18. Rang im Teamsprint und den 15. Platz mit der Staffel.

## Teilnahmen an Weltmeisterschaften und Olympischen Winterspielen

### Olympische Spiele
- 2010 Vancouver: 34. Platz 30 km klassisch Massenstart, 47. Platz 15 km Skiathlon, 48. Platz Sprint klassisch

### Nordische Skiweltmeisterschaften
- 2011 Oslo: 46. Platz 30 km Freistil Massenstart, 49. Platz 15 km Skiathlon
- 2013 Val di Fiemme: 33. Platz 30 km klassisch Massenstart, 45. Platz 15 km Skiathlon, 59. Platz 10 km Freistil
- 2015 Falun: 12. Platz Staffel, 49. Platz 15 km Skiathlon
- 2019 Seefeld in Tirol: 15. Platz Staffel, 18. Platz Teamsprint klassisch, 43. Platz 10 km klassisch

## Platzierungen im Weltcup

### Weltcup-Statistik
Die Tabelle zeigt die erreichten Platzierungen im Einzelnen.
- 1.–3. Platz: Anzahl der Podiumsplatzierungen
- Top 10: Anzahl der Platzierungen unter den ersten zehn
- Punkteränge: Anzahl der Platzierungen innerhalb der Punkteränge
- Starts: Anzahl gelaufener Rennen in der jeweiligen Disziplin
- Hinweis: Bei den Distanzrennen erfolgt die Einordnung gemäß FIS.

| Platzierung         | Distanzrennen a | Distanzrennen a | Distanzrennen a | Distanzrennen a | Distanzrennen a | Skiathlon Verfolgung | Sprint | Etappen- rennen b | Gesamt | Team   | Team    |
| Platzierung         | ≤ 5 km          | ≤ 10 km         | ≤ 15 km         | ≤ 30 km         | > 30 km         | Skiathlon Verfolgung | Sprint | Etappen- rennen b | Gesamt | Sprint | Staffel |
| ------------------- | --------------- | --------------- | --------------- | --------------- | --------------- | -------------------- | ------ | ----------------- | ------ | ------ | ------- |
| 1. Platz            |                 |                 |                 |                 |                 |                      |        |                   |        |        |         |
| 2. Platz            |                 |                 |                 |                 |                 |                      |        |                   |        |        |         |
| 3. Platz            |                 |                 |                 |                 |                 |                      |        |                   |        |        |         |
| Top 10              |                 |                 |                 |                 |                 |                      |        |                   |        |        | 1       |
| Punkteränge         |                 | 1               |                 |                 |                 | 2                    |        |                   | 3      | 4      | 7       |
| Starts              | 11              | 14              | 3               | 1               |                 | 17                   | 18     | 7                 | 71     | 4      | 7       |
| Stand: Karriereende |                 |                 |                 |                 |                 |                      |        |                   |        |        |         |

### Weltcup-Gesamtplatzierungen
| Saison  | Gesamt | Gesamt | Distanz | Distanz |
| Saison  | Punkte | Platz  | Punkte  | Platz   |
| ------- | ------ | ------ | ------- | ------- |
| 2011/12 | 8      | 106.   | 8       | 75.     |
| 2012/13 | 5      | 97.    | 5       | 73.     |